# Robert Mandrou
Pour les articles homonymes, voir Mandrou.
Robert Mandrou est un historien français, né le 31 janvier 1921 à Paris et mort le 25 mars 1984 dans la même ville, spécialiste de l'Histoire de France à l'époque moderne, disciple de Lucien Febvre, secrétaire de la revue Annales, Économies, Sociétés, Civilisations, de 1954 à 1962 et initiateur, avec Georges Duby, de l’histoire des mentalités.

## Biographie

### Jeunesse et formation
Issu d'un milieu modeste, sa mère est couturière, son père cheminot. Il passa son enfance à Belleville, quartier ouvrier de l'est de Paris puis quitta la capitale son père étant muté à Saint-Étienne.
Après ses études secondaires au lycée de Saint-Étienne, il fut admis en hypokhâgne à Clermont-Ferrand en 1939 et en khâgne au lycée du Parc à Lyon. Il échoua au concours d'entrée à l'École normale supérieure.
Il fut particulièrement marqué par la Seconde Guerre mondiale qui le contraignit en 1942 à intégrer les Chantiers de jeunesse puis à partir au service du travail obligatoire, d'abord comme ouvrier, puis comme bûcheron dans le Harz. Il améliora sa connaissance de la langue allemande et apprit l'italien.
Malgré ces circonstances dramatiques, il resta attaché à l'Allemagne et en devint l'un des rares spécialistes français, bons connaisseurs des sources et de l'historiographie allemandes. Sa thèse complémentaire est d'ailleurs consacrée aux Fugger, propriétaires fonciers en Souabe (1969) et il est le fondateur de la Mission historique française à Göttingen (1977).
En février 1979, il fait partie des trente-quatre signataires de la déclaration rédigée par Léon Poliakov et Pierre Vidal-Naquet pour démonter la rhétorique négationniste de Robert Faurisson.

### Carrière universitaire
Agrégé d'histoire en 1950, Robert Mandrou fut professeur à Saint-Étienne, Clermont-Ferrand puis au lycée Voltaire à Paris en 1954. Il fut ensuite, directeur d'études à l'École pratique des hautes études (1957), professeur à l'université de Nanterre (1968), la maladie le contraignit à une retraite anticipée (1980).
Lucien Febvre le considérait comme son fils spirituel et lui permit de devenir secrétaire de la revue Les Annales en 1954.

### Querelle avec Fernand Braudel
Une mise au point s'impose sur les tensions qu'il a avec Fernand Braudel à propos de l'héritage intellectuel de Lucien Febvre. D'une part, la publication d'Honneur et Patrie en 1996 par Thérèse Charmasson et Brigitte Mazon met un terme à la méchante rumeur qui accusait Robert Mandrou d'avoir pris et perdu le manuscrit de Lucien Febvre, qui est retrouvé dans des archives de Fernand Braudel transportées en 1966 au château de Tocqueville. Par ailleurs, Jean Lecuir, dans sa Genèse de l'introduction à la France moderne (postface à la quatrième édition, p. 422-467), rend justice à la rigueur de Robert Mandrou, qui a voulu faire de ce livre un ultime hommage à la mémoire de Lucien Febvre et est soutenu en cela par Madame Febvre, qui lui avait communiqué les fiches et ébauches disponibles dans les papiers de son mari pouvant lui être utiles. Ce livre, qu'il rédige en totalité et nourrit de ses propres recherches, devait être, dans leur esprit, cosigné Lucien Febvre-Robert Mandrou, comme l'était L'apparition du livre d'Henri-Jean Martin. S'il ne l'est pas, c'est parce que Fernand Braudel s'y oppose tant auprès de Robert Mandrou que de Madame Febvre. Robert Mandrou s'incline en signant ce livre de son seul nom mais en le dédicaçant « À Lucien Febvre, en totale fidélité ». Peu après la publication du livre, Robert Mandrou se voit retirer sans ménagement le secrétariat des Annales par Fernand Braudel.
Robert Mandrou meurt quelques semaines après Philippe Ariès avec lequel il a dirigé la collection « Civilisations et mentalités » chez Plon. Ses archives personnelles sont conservées aux  Archives nationales, à Pierrefitte-sur-Seine, sous les cotes AB/XIX/4420-AB/XIX/4478 : Inventaire du fonds

## Apport à l'histoire des «psychologies collectives»
Acteur original du renouvellement de l'histoire des années 1960-1980, il est l'un des derniers disciples de Lucien Febvre qui lui confie le secrétariat de rédaction des Annales en 1954, fonction qu'il assure jusqu'à la rupture avec Fernand Braudel (1962) auquel l'opposèrent tant le tempérament que l'orientation à donner aux Annales tout en préservant l'héritage de Lucien Febvre.
Fidèle aux intuitions et aux projets de Lucien Febvre, cet « inlassable pionnier » qui possède « la lumineuse rigueur d'un maître » lance très tôt sa réflexion sur le champ peu exploré des « psychologies collectives ». Sa magistrale Introduction à la France moderne, essai de psychologie historique 1500-1640 (1961) a fait date et se pose en exemple de démarche critique pour aborder le penser et le sentir des sociétés précédant les bouleversements de la révolution industrielle. Ce maître ouvrage pose le problème d'une histoire « des sensibilités » ou « des mentalités » abordée également, mais de façon différente, par Philippe Ariès puis François Lebrun, Jean-Louis Flandrin, Michel Vovelle et Robert Muchembled et qu'on élargit depuis une décennie en l'englobant dans une histoire « culturelle » qualifiée plus récemment encore d'histoire des « représentations ». La même démarche préside à l'analyse de La Bibliothèque bleue de Troyes (1964) qui le conduit à se pencher sur les sensibilités populaires et la définition, hautement controversée, de « la culture populaire aux XVIIe et XVIIIe siècles ».
Sa thèse, publiée sous le titre Magistrats et sorciers en France au XVIIe siècle. Une analyse de psychologie historique (Plon, 1968), prolonge cette histoire des mentalités à laquelle il donne une problématique nouvelle. Mais la poursuite d'une incursion déjà suggérée par Lucien Febvre vers l'anthropologie historique n'est pas le seul centre d'intérêt de Robert Mandrou. On lui doit également, avec Georges Duby, une Histoire de la civilisation française (1958, revue par Jean-François Sirinelli, Pocket, 1998), quatre fois rééditée en dix ans et publiée en neuf langues dont l'anglais (New York, 1964 et Londres, 1965), le polonais (1965 pour la première édition), l'espagnol (Mexico, 1966) et l'italien (1968).
Sa remarquable synthèse Louis XIV et son temps (1661-1715), qui succède à La Prépondérance française dans la prestigieuse collection « Peuples et civilisations » (PUF, 1973) s'impose par la rigueur et la clarté de l'écriture. Il en est de même avec Des humanistes aux hommes de sciences (Seuil, 1973) qui replace le rôle des intellectuels dans le contexte socio-culturel de la création, de la diffusion et de l'audience de leurs idées. Sa réflexion s'élargit à l'Europe dans une histoire comparative des monarchies européennes avec L'Europe « absolutiste ». Raison et raison d'État, 1649-1755 (Fayard, 1977) publiée d'abord en allemand l'année précédente. La maladie et le repli n'ont pas permis le total épanouissement d'une pensée riche et subtile. Si, comme le souligne Roger Chartier, « l'historien fut victime d'un injuste oubli », nombreux sont aujourd'hui ceux qui le reconnaissent, avec Philippe Ariès, comme l'un des pionniers de l'histoire des représentations.

## Publications
- Histoire de la civilisation française (2 vol. en collaboration avec Georges Duby), Paris, Armand Colin, 1958, 3e éd., 1964.
- Introduction à la France moderne. Essai de psychologie historique, Paris, Albin Michel, 1961 ; 2e éd. 1974. Nouvelle édition 1998.
- De la culture populaire en France aux XVIIe et XVIIIe siècles, Paris, Stock, 1964.
- Classes et luttes de classes dans la France du XVIIe siècle, Florence, d'Anna, 1965.
- La France des XVIe et XVIIe siècles, Paris, PUF, Coll. Nouvelle Clio, 1967, nouvelle édition, par Monique Cottret, 1987 et 1996.
- Magistrats et sorciers en France au XVIIe siècle : une analyse de psychologie historique  (thèse de doctorat), Paris, Plon, coll. « Civilisations et mentalités », 1968, 585 p. (présentation en ligne), [présentation en ligne]. Réédition : Magistrats et sorciers en France au XVIIe siècle : une analyse de psychologie historique, Paris, Seuil, coll. « L'univers historique », 1989, 576 p. (ISBN 2-02-005648-8).
- Les Fugger, propriétaires fonciers en Souabe (fin du XVIe siècle), Paris, Plon, 1969.
- Les Sept jours de Prague, 21-27 août 1968. Première documentation historique complète de l'entrée des troupes aux accords de Moscou, Paris, 1969.
- Encyclopaedia Universalis, t.8, 1970 : article Histoire : 1. le statut scientifique de l'histoire; 2. l'histoire des Mentalités.
- Louis XIV en son temps, Paris, PUF, 1973.
- Des humanistes aux hommes de science, Paris, Seuil, 1973, Recension par Alfred soman dans la Bibliothèque de l'école des chartes.
- L’Europe absolutiste. Raison et raison d’État (1649–1775), Paris, Fayard, 1977, rééd. 1995.
- Possession et sorcellerie en France au XVIIe siècle, Paris, 1979.

## Sources
La biographie par Dominique Biloghi, dans le Dictionnaire biographique des historiens français et francophones de Christian Amalvi (Boutique de l'Histoire, 2004), a servi de base à cette biographie, avec l'autorisation de l'auteur et du directeur de publication.
Sur la biographie de Robert Mandrou, on pourra, pour plus de détails, lire Histoire sociale, sensibilités collectives et mentalités. Mélanges Robert Mandrou, PUF, 1986 (en particulier « Robert Mandrou. L'itinéraire d'un historien européen » par Philippe Joutard et Jean Lecuir, p. 9-20, avec la bibliographie de ses œuvres par Françoise Parent-Lardeur (p. 21-31) ; « En hommage à Robert Mandrou », no 18-19 d'avril-octobre 1997, des Cahiers du Centre de recherches historiques, M. Cottret, Ph. Joutard, J. Lecuir, postface à la quatrième édition de l'Introduction à la France moderne, Albin Michel, 1998, p. 421-639 ; François Lebrun, « Magistrats et sorciers de Robert Mandrou », L'Histoire, no 273, février 2003, p. 98 ; François-Olivier Dorais, « Présence et influence de Robert Mandrou au Québec », Revue d'histoire de l'Amérique française, vol. 69, no 3, hiver 2016, p. 59-82.